# قاموس (برمجيات)
القاموس هو تطبيق طورته شركة أبل كجزء من نظام macOS. يوفر التطبيق تعريفات ومرادفات من عدة قواميس، مقالات من ويكيبيديا، بالإضافة إلى مسرد للمصطلحات المتعلقة بشركة أبل.
تم تقديم تطبيق القاموس لأول مرة في نظام OS X 10.4 "Tiger"، وكان يتضمن قاموس New Oxford American Dictionary وقاموس Oxford American Writer's Thesaurus، بالإضافة إلى أقسام ويكيبيديا وقاموس أبل. في نظام OS X 10.5 "Leopard"، تمت إضافة قواميس يابانية، وفي نظام OS X 10.7 "Lion"، تمت إضافة قاموس Oxford Dictionary of English البريطاني. وفي نظام OS X 10.8 "Mountain Lion"، تمت إضافة قواميس للغات الفرنسية والألمانية والإسبانية والصينية.

## التاريخ
نظام OS X، الذي يعود أصله إلى نظامي OPENSTEP وNEXTSTEP، كان يوفر وظيفة مشابهة تُسمى Digital Webster، والتي كانت تقدم تعريفات من قاموس Webster's Ninth New Collegiate Dictionary وقاموس Webster's Collegiate Thesaurus (المُسمى "الإصدار الرقمي الأول"). كانت خدمات OPENSTEP تتيح البحث من جميع التطبيقات.
تم تقديم تطبيق القاموس لأول مرة مع نظام Mac OS X v10.4 "Tiger"، وكان يوفر تعريفات من قاموس New Oxford American Dictionary، الإصدار الثاني. مع نظام Mac OS X 10.7 "Lion"، تم تحديث القاموس إلى الإصدار الثالث من قاموس New Oxford American Dictionary، كما تمت إضافة قاموس Oxford Dictionary of English البريطاني.

## الوظائف
يمكن إدخال الكلمات في شريط البحث عن طريق كتابة الأحرف الأولى فقط. يقوم التطبيق بإجراء بحث تلقائي لإظهار أي كلمات رئيسية أو أشكال مطابقة، كما يحاول تجاوز الأخطاء الإملائية. عند النقر على أي كلمة في التعريف، يتم البحث عن تلك الكلمة مرة أخرى في القاموس. تقريبًا أي كلمة قابلة للنقر، باستثناء النطق بالأحرف الصوتية والأرقام.
تتيح التفضيلات للمستخدم الاختيار من بين ثلاثة أنظمة مختلفة للنطق، إما الإنجليزية الأمريكية (باستخدام العلامات الصوتية أو IPA) أو الإنجليزية البريطانية (باستخدام IPA).
يتم تخزين القاموس والمرادفات في تطبيق القاموس بتنسيق لغة التوصيف القابلة للتوسعة، ولكن يتم استخدام ملفات فهرس ثنائية مسبقة التجميع للوصول إلى ملف XML مباشرة. لذلك، لا يمكن تعديل المعجم بسهولة . ومع ذلك، يمكن للمستخدم إضافة كلمات جديدة إلى مدقق الإملاء على مستوى نظام macOS، والذي يستخدم معجمه الخاص.

### الوصول السريع
- في التطبيقات التي تدعم "الخدمات"، توجد خيار في قائمة التطبيق (على سبيل المثال، Safari > الخدمات > البحث في القاموس) والذي يفتح تطبيق القاموس ويعرض تعريف الكلمة المحددة. يظهر الخيار نفسه في القائمة السياقية بعد النقر بالزر الأيمن على الكلمة المحددة.
- يمكن استخدام التركيبة control+⌘ Command+D في تطبيقات Cocoa التي تعرض النصوص – حيث تظهر تعريفًا صغيرًا أو مرادفًا للكلمة الموجودة تحت المؤشر.
- بدءًا من نظام Mac OS X Lion، يؤدي النقر بثلاثة أصابع على لوحة اللمس (سواء كانت لوحة اللمس المدمجة في MacBook أو Magic Trackpad) إلى نفس تأثير التركيبة control+⌘ Command+D.
- في التطبيقات التي تدعم إمكانية سحب النص المحدد، يمكن تحديد كلمة وإسقاطها على أيقونة تطبيق القاموس في Dock.
- يتضمن Dashboard أداة واجهة مستخدم للوصول إلى تطبيق القاموس.
- يقوم نظام macOS بالتقاط أي استعلامات إلى بروتوكول dict://، مثل تلك القادمة من متصفح الويب، ويوجهها إلى تطبيق القاموس.
- منذ نظام OS X Leopard، أصبح القاموس متكاملًا بشكل وثيق مع Spotlight، مما يسمح للمستخدمين بعرض التعريفات مباشرة من خلال البحث في النظام.[2]

### لغات أخرى
ماك أو إس إكس 10.5 (ليوبارد) أضاف قاموس اللغة اليابانية دايجيسين (Daijisen), بالإضافة إلى قواميس الترجمة من الإنجليزية إلى اليابانية (التقدمي من الإنجليزية إلى اليابانية) ومن اليابانية إلى الإنجليزية (التقدمي من اليابانية إلى الإنجليزية)، وقاموس المرادفات الذي يحتوي على 25,000 مدخل "قاموس شرح المرادفات وفهم استخدامها" (Tsukaikata no Wakaru Ruigo Reikai Jiten) (使い方の分かる類語例解辞典)، والتي تقدمها دار النشر اليابانية شوغاكوين (Shogakukan). هذه القواميس اليابانية لا تظهر بشكل افتراضي، ويجب تفعيلها من خلال الإعدادات.
في ماك أو إس إكس 10.8 (ماونتن ليون), تم استبدال القواميس اليابانية بـ سوبر دايجيرين (Super Daijirin) وقاموس حكمة الإنجليزية-اليابانية (Wisdom English-Japanese). بالإضافة إلى ذلك، تمت إضافة قواميس أخرى للفرنسية (القاموس متعدد اللغات للفرنسية - Multidictionnaire de la Langue Française لأجهزة ماك التي تُباع في أوروبا، أو إصدارات كيبيك أمريكا - Les Éditions Québec Amérique لأجهزة ماك التي تُباع في أمريكا)، والألمانية (دودن - Duden)، والإسبانية (فوكس - Vox)، والصينية (القاموس القياسي للصينية المعاصرة - Standard Dictionary of Contemporary Chinese).
يمكن استخدام برامج مثل موحد القواميس (DictUnifier) لإضافة المزيد من القواميس إلى التطبيق.
```markdown

## قائمة بجميع القواميس المثبتة مسبقًا
| النوع                    | اللغة/اللغات                                        | اللغة/اللغات                                        | الاسم الأصلي                                                                                                               | الاسم باللغة الإنجليزية                                                                                                           | الناشر                                                                                                                                    |
| النوع                    | اللغة أ                                             | اللغة ب                                             | الاسم الأصلي                                                                                                               | الاسم باللغة الإنجليزية                                                                                                           | الناشر                                                                                                                                    |
| ------------------------ | --------------------------------------------------- | --------------------------------------------------- | -------------------------------------------------------------------------------------------------------------------------- | --------------------------------------------------------------------------------------------------------------------------------- | ----------------------------------------------------------------------------------------------------------------------------------------- |
| أحادي اللغة              | الإنجليزية (الولايات المتحدة)                       | الإنجليزية (الولايات المتحدة)                       | قاموس نيو أوكسفورد الأمريكي (New Oxford American Dictionary)                                                               | قاموس نيو أوكسفورد الأمريكي (New Oxford American Dictionary)                                                                      | دار نشر جامعة أوكسفورد (Oxford University Press)                                                                                          |
| أحادي اللغة              | الإنجليزية (المملكة المتحدة)                        | الإنجليزية (المملكة المتحدة)                        | قاموس أوكسفورد للغة الإنجليزية (Oxford Dictionary of English)                                                              | قاموس أوكسفورد للغة الإنجليزية (Oxford Dictionary of English)                                                                     | دار نشر جامعة أوكسفورد                                                                                                                    |
| أحادي اللغة              | اللغة النرويجية بوكمال                              | اللغة النرويجية بوكمال                              | نورسك أوربوك (Norsk Ordbok)                                                                                                | القاموس الأحادي للغة النرويجية (Norwegian Monolingual Dictionary)                                                                 | كونسكابسفورلاجيت (Kunnskapsforlaget ANS) (مرخص لدار نشر جامعة أوكسفورد)                                                                   |
| أحادي اللغة              | اللغة الدنماركية                                    | اللغة الدنماركية                                    | بوليتكينز نودانس أوربو (Politikens Nudansk Ordbog)                                                                         | قاموس بوليتكينز الحديث للدنماركية (Politikens Modern Danish Dictionary)                                                           | دار نشر بوليتكينز (Politikens Forlagshus) (مرخص لدار نشر جامعة أوكسفورد)                                                                  |
| أحادي اللغة              | اللغة السويدية                                      | اللغة السويدية                                      | إن إي أوربوك (NE Ordbok)                                                                                                   | قاموس إن إي (NE Dictionary)                                                                                                       | الموسوعة الوطنية السويدية (Nationalencyklopedin) (مرخص لدار نشر جامعة أوكسفورد)                                                           |
| أحادي اللغة              | اللغة الهولندية                                     | اللغة الهولندية                                     | قاموس بريزما للغة الهولندية (Prisma woordenboek Nederlands)                                                                |                                                                                                                                   | دار نشر يونيبوك (Uitgeverij Unieboek) (مرخص لدار نشر جامعة أوكسفورد)                                                                      |
| أحادي اللغة              | اللغة الألمانية                                     | اللغة الألمانية                                     | شبكة دودن لمعرفة اللغة الألمانية (Duden-Wissensnetz deutsche Sprache)                                                      |                                                                                                                                   | معهد ببليوغرافيش (Bibliographisches Institut GmbH) (مرخص لدار نشر جامعة أوكسفورد)                                                         |
| أحادي اللغة              | اللغة الفرنسية                                      | اللغة الفرنسية                                      | القاموس متعدد اللغات للغة الفرنسية (Multidictionnaire de la language français)                                             |                                                                                                                                   | إصدارات كيبيك أمريكا (Les Éditions Québec Amérique Inc.) (مرخص لدار نشر جامعة أوكسفورد)                                                   |
| أحادي اللغة              | اللغة البرتغالية                                    | اللغة البرتغالية                                    | قاموس البرتغالية (Dicionário de Português)                                                                                 |                                                                                                                                   | دار نشر أوبجيكتيفا (Editora Objetiva) (مرخص لدار نشر جامعة أوكسفورد)                                                                      |
| أحادي اللغة              | اللغة الإسبانية                                     | اللغة الإسبانية                                     | القاموس العام للغة الإسبانية فوكس (Diccionario General de la Lengua Española Vox)                                          |                                                                                                                                   | لاروس للنشر (Larousse Editorial, S.L.) (مرخص لدار نشر جامعة أوكسفورد)                                                                     |
| أحادي اللغة              | اللغة الإيطالية                                     | اللغة الإيطالية                                     | قاموس ديفوتو-أولي. مفردات اللغة الإيطالية (Il Devoto-Oli. Vocabolario della lingua italiana)                               |                                                                                                                                   | موندادوري للتعليم (Mondadori Education S.p.A.) (مرخص لدار نشر جامعة أوكسفورد)                                                             |
| أحادي اللغة              | اللغة الروسية                                       | اللغة الروسية                                       | القاموس التوضيحي للغة الروسية (Толковый словарь русского языка)                                                            | قاموس تفسير اللغة الروسية (Explanatory Dictionary of the Russian Language)                                                        | دار نشر "الكون والتعليم" المحدودة ("Universe and Education" Publishing House Ltd.) (مرخص لدار نشر جامعة أوكسفورد)                         |
| أحادي اللغة              | اللغة التركية                                       | اللغة التركية                                       | قاموس أركاداش التركي (Arkadaş Türkçe Sözlük)                                                                               |                                                                                                                                   | دار نشر أركاداش المحدودة (Arkadaş Publishing LTD) (مرخص لدار نشر جامعة أوكسفورد)                                                          |
| أحادي اللغة              | اللغة العبرية                                       | اللغة العبرية                                       | قاموس إفن-شوشان المجدد والمعدل للقرن الواحد والعشرين (מילון אבן-שושן מחודש ומותאם לשנות האלפיים)                           | قاموس إفن-شوشان المجدد (Even-Shoshan Dictionary Renewed and Updated for the 21st Century)                                         | دار النشر القاموس الجديد المحدودة (The New Dictionary Ltd) (مرخص لدار نشر جامعة أوكسفورد)                                                 |
| أحادي اللغة              | اللغة الهندية                                       | اللغة الهندية                                       | قاموس راجبال للهندية (राजपाल हिन्दी शब्दकोश)                                                                                      | قاموس راجبال للهندية (Rajpal Hindi Dictionary)                                                                                    | راجبال وأبناؤه (Rajpal & Sons) (مرخص لدار نشر جامعة أوكسفورد)                                                                             |
| أحادي اللغة              | اللغة التايلاندية                                   | اللغة التايلاندية                                   | القاموس التايلاندي الكامل والحديث (พจนานุกรมไทย ฉบับทันสมัยและสมบูรณ์)                                                           | القاموس التايلاندي الكامل (Complete Thai Dictionary)                                                                              | شركة سي-إيديوكيشن العامة المحدودة (Se-Education PLC) (مرخص لدار نشر جامعة أوكسفورد)                                                       |
| أحادي اللغة              | اللغة الكورية                                       | اللغة الكورية                                       | قاموس نيو إيس للغة الكورية (뉴에이스 국어사전)                                                                             | قاموس نيو إيس الكوري (New Ace Korean Language Dictionary)                                                                         | ديوتيك (DIOTEK) (مرخص لدار نشر جامعة أوكسفورد)                                                                                            |
| أحادي اللغة              | اللغة اليابانية                                     | اللغة اليابانية                                     | قاموس سوبر دايجيرين (スーパー大辞林)                                                                                       | قاموس سوبر دايجيرين الياباني (Super Daijirin Japanese Dictionary)                                                                 | شركة سانسيدو المحدودة (Sanseido Co., Ltd.) (مرخص لدار نشر جامعة أوكسفورد)                                                                 |
| أحادي اللغة              | اللغة الصينية (الحروف الصينية المبسطة)              | اللغة الصينية (الحروف الصينية المبسطة)              | القاموس المعياري للغة الصينية المعاصرة (现代汉语规范词典)                                                                  | القاموس المعياري للغة الصينية المعاصرة (The Standard Dictionary of Contemporary Chinese)                                          | دار نشر جامعة أوكسفورد ودار النشر لتعليم اللغات الأجنبية والأبحاث المحدودة (Foreign Language Teaching and Research Publishing, Co., Ltd.) |
| أحادي اللغة              | اللغة الصينية (الحروف الصينية التقليدية)            | اللغة الصينية (الحروف الصينية التقليدية)            | قاموس وو-نان لاستخدام اللغة الصينية (五南國語活用辭典)                                                                     | قاموس وو-نان الصيني (Wu-Nan Chinese Dictionary)                                                                                   | دار كتب وو-نان المحدودة (Wu-Nan Book Inc.) (مرخص لدار نشر جامعة أوكسفورد)                                                                 |
| أحادي اللغة              | اللغة الصينية (الحروف الصينية التقليدية، هونغ كونغ) | اللغة الصينية (الحروف الصينية التقليدية، هونغ كونغ) | القاموس التجاري الجديد (商務新詞典（全新版）)                                                                              | القاموس التجاري الجديد للكلمات أو الحروف الشائعة (Commercial New Dictionary for common word or character)                         | الدار التجارية للنشر (The Commercial Press) (مرخص لدار نشر جامعة أوكسفورد)                                                                |
| قاموس المرادفات          | الإنجليزية (الولايات المتحدة)                       | الإنجليزية (الولايات المتحدة)                       | قاموس المرادفات للكتّاب الأمريكيين من أوكسفورد (Oxford American Writer's Thesaurus)                                         | قاموس المرادفات للكتّاب الأمريكيين من أوكسفورد (Oxford American Writer's Thesaurus)                                                | دار نشر جامعة أوكسفورد                                                                                                                    |
| قاموس المرادفات          | الإنجليزية (المملكة المتحدة)                        | الإنجليزية (المملكة المتحدة)                        | قاموس المرادفات للغة الإنجليزية من أوكسفورد (Oxford Thesaurus of English)                                                  | قاموس المرادفات للغة الإنجليزية من أوكسفورد (Oxford Thesaurus of English)                                                         | دار نشر جامعة أوكسفورد                                                                                                                    |
| قاموس المرادفات          | اللغة الصينية (المبسطة)                             | اللغة الصينية (المبسطة)                             | القاموس الحديث للمرادفات والأضداد (现代汉语同义词典)                                                                       | قاموس المرادفات والأضداد الحديث (Modern Thesaurus/Synonyms & Antonyms)                                                            | دار النشر اللغوي بشنغهاي (Shanghai Lexicographical Publishing House) (مرخص لدار نشر جامعة أوكسفورد)                                       |
| ثنائي اللغة              | صينية                                               | يابانية                                             | قاموس سانسيدو التاج الفائق للصيني-الياباني (超級クラウン中日辞典)                                                          | قاموس سانسيدو التاج الصيني-الياباني (Sanseido's Super Crown Chinese-Japanese Dictionary)                                          | شركة سانسيدو المحدودة (Sanseido Company Ltd.) (مرخص لدار نشر جامعة أوكسفورد)                                                              |
| ثنائي اللغة              | يابانية                                             | صينية                                               | قاموس سانسيدو التاج الياباني-الصيني (クラウン日中辞典)                                                                     | قاموس سانسيدو التاج الياباني-الصيني (Sanseido's Crown Japanese-Chinese Dictionary)                                                | شركة سانسيدو المحدودة (Sanseido Company Ltd.) (مرخص لدار نشر جامعة أوكسفورد)                                                              |
| ثنائي اللغة              | الهولندية                                           | الإنجليزية                                          | قاموس بريزما المختصر للغة الإنجليزية (Prisma Handwoordenboek Engels)                                                       |                                                                                                                                   | دار النشر أونيبوك (Uitgeverij Unieboek) (مرخص لدار نشر جامعة أوكسفورد)                                                                    |
| ثنائي اللغة              | الألمانية                                           | الإنجليزية                                          | قاموس أوكسفورد الألماني (Oxford German Dictionary)                                                                         | قاموس أوكسفورد الألماني (Oxford German Dictionary)                                                                                | دار نشر جامعة أوكسفورد                                                                                                                    |
| ثنائي اللغة              | الفرنسية                                            | الإنجليزية                                          | قاموس أوكسفورد-هاشيت الفرنسي (Oxford-Hachette French Dictionary)                                                           | قاموس أوكسفورد-هاشيت الفرنسي (Oxford-Hachette French Dictionary)                                                                  | دار نشر جامعة أوكسفورد وهاشيت ليفر (Hachette Livre)                                                                                       |
| ثنائي اللغة              | البرتغالية                                          | الإنجليزية                                          | قاموس أوكسفورد البرتغالي (Oxford Portuguese Dictionary)                                                                    | قاموس أوكسفورد البرتغالي (Oxford Portuguese Dictionary)                                                                           | دار نشر جامعة أوكسفورد                                                                                                                    |
| ثنائي اللغة              | الإسبانية                                           | الإنجليزية                                          | القاموس الكبير من أوكسفورد - إسباني-إنجليزي (Gran Diccionario Oxford - Español-Inglés)                                     | قاموس أوكسفورد الإسباني (Oxford Spanish Dictionary)                                                                               | دار نشر جامعة أوكسفورد                                                                                                                    |
| ثنائي اللغة              | الإنجليزية                                          | الإسبانية                                           | القاموس الكبير من أوكسفورد - إنجليزي-إسباني (Gran Diccionario Oxford - Inglés-Español)                                     | قاموس أوكسفورد الإسباني (Oxford Spanish Dictionary)                                                                               | دار نشر جامعة أوكسفورد                                                                                                                    |
| ثنائي اللغة              | الإنجليزية                                          | الإيطالية                                           | قاموس أوكسفورد-بارافيا الإنجليزي-الإيطالي (Oxford Paravia Il Dizionario inglese - italiano)                                | قاموس أوكسفورد-بارافيا الإيطالي (Oxford - Paravia Italian Dictionary)                                                             | بيرسون إيطاليا (Pearson Italia) ودار نشر جامعة أوكسفورد                                                                                   |
| ثنائي اللغة              | الإيطالية                                           | الإنجليزية                                          | قاموس أوكسفورد-بارافيا الإيطالي-الإنجليزي (Oxford Paravia Il Dizionario italiano - inglese)                                | قاموس أوكسفورد-بارافيا الإيطالي (Oxford - Paravia Italian Dictionary)                                                             | بيرسون إيطاليا (Pearson Italia) ودار نشر جامعة أوكسفورد                                                                                   |
| ثنائي اللغة              | البولندية                                           | الإنجليزية                                          | القاموس الكبير البولندي-الإنجليزي (Wielki słownik polsko-angielski)                                                        | قاموس أوكسفورد PWN البولندي-الإنجليزي (Oxford PWN Polish-English Dictionary)                                                      | دار النشر الأكاديمية PWN S.A. (Wydawnictwo Naukowe PWN S.A.) ودار نشر جامعة أوكسفورد                                                      |
| ثنائي اللغة              | الروسية                                             | الإنجليزية                                          | قاموس أوكسفورد الروسي (Oxford Russian Dictionary)                                                                          | قاموس أوكسفورد الروسي (Oxford Russian Dictionary)                                                                                 | دار نشر جامعة أوكسفورد                                                                                                                    |
| ثنائي اللغة              | العربية                                             | الإنجليزية                                          | قاموس أوكسفورد العربي (Oxford Arabic Dictionary)                                                                           | قاموس أوكسفورد العربي (Oxford Arabic Dictionary)                                                                                  | دار نشر جامعة أوكسفورد                                                                                                                    |
| ثنائي اللغة              | الهندية                                             | الإنجليزية                                          | قاموس أوكسفورد الهندي-الإنجليزي (The Oxford Hindi English Dictionary)                                                      | قاموس أوكسفورد الهندي-الإنجليزي (The Oxford Hindi English Dictionary)                                                             | دار نشر جامعة أوكسفورد                                                                                                                    |
| ثنائي اللغة              | الإنجليزية                                          | الهندية                                             | قاموس أوكسفورد الإنجليزي-الهندي (Oxford English-English-Hindi Dictionary)                                                  | قاموس أوكسفورد الإنجليزي-الهندي (Oxford English-English-Hindi Dictionary)                                                         | دار نشر جامعة أوكسفورد                                                                                                                    |
| ثنائي اللغة              | الإنجليزية                                          | التايلاندية                                         | القاموس التايلاندي-الإنجليزي والإنجليزي-التايلاندي الأكثر حداثة وشمولاً (พจนานุกรมอังกฤษ-ไทย & ไทย-อังกฤษ ฉบับทันสมัยและสมบูรณ์ที่สุด) | قاموس SE-ED الجديد للإنجليزية-التايلاندية والتايلاندية-الإنجليزية (New SE-ED English-Thai & Thai-English Dictionary)              | الدكتور ويت ثينجبوراناتوم (Dr. Wit Theingburanathum) (مرخص لدار نشر جامعة أوكسفورد)                                                       |
| ثنائي اللغة              | التايلاندية                                         | الإنجليزية                                          | القاموس التايلاندي-الإنجليزي والإنجليزي-التايلاندي الأكثر حداثة وشمولاً (พจนานุกรมอังกฤษ-ไทย & ไทย-อังกฤษ ฉบับทันสมัยและสมบูรณ์ที่สุด) | قاموس SE-ED الجديد للإنجليزية-التايلاندية والتايلاندية-الإنجليزية (New SE-ED English-Thai & Thai-English Dictionary)              | الدكتور ويت ثينجبوراناتوم (Dr. Wit Theingburanathum) (مرخص لدار نشر جامعة أوكسفورد)                                                       |
| ثنائي اللغة              | الفيتنامية                                          | الإنجليزية                                          | قاموس لاك فييت (Lac Viet Dictionary)                                                                                       | قاموس لاك فييت (Lac Viet Dictionary)                                                                                              | شركة لاك فييت للحوسبة (Lac Viet Computing Corp.) (مرخص لدار نشر جامعة أوكسفورد)                                                           |
| ثنائي اللغة              | الإنجليزية                                          | الكورية                                             | قاموس نيو إيس إنجليزي-كوري (뉴에이스 영한사전)                                                                             | شركة دي أو تيك (DIOTEK Co., Ltd.) (مرخص لدار نشر جامعة أوكسفورد)                                                                  |                                                                                                                                           |
| ثنائي اللغة              | الكورية                                             | الإنجليزية                                          | قاموس نيو إيس كوري-إنجليزي (뉴에이스 한영사전)                                                                             | شركة دي أو تيك (DIOTEK Co., Ltd.) (مرخص لدار نشر جامعة أوكسفورد)                                                                  |                                                                                                                                           |
| ثنائي اللغة              | الإنجليزية                                          | اليابانية                                           | قاموس وِزْدَم إنجليزي-ياباني (ウィズダム英和辞典)                                                                             | شركة سانسايدو (Sanseido Company Ltd.) (مرخص لدار نشر جامعة أوكسفورد)                                                              |                                                                                                                                           |
| ثنائي اللغة              | اليابانية                                           | الإنجليزية                                          | قاموس وِزْدَم ياباني-إنجليزي (ウィズダム和英辞典)                                                                             | شركة سانسايدو (Sanseido Company Ltd.) (مرخص لدار نشر جامعة أوكسفورد)                                                              |                                                                                                                                           |
| ثنائي اللغة              | الإندونيسية                                         | الإنجليزية                                          | قاموس أوكسفورد لدراسة اللغة الإندونيسية (Oxford Study Indonesian Dictionary)                                               | قاموس أوكسفورد لدراسة اللغة الإندونيسية (Oxford Study Indonesian Dictionary)                                                      | دار نشر جامعة أوكسفورد                                                                                                                    |
| ثنائي اللغة              | الكانتونية                                          | الإنجليزية                                          | قاموس التراجم الإنجليزية للمصطلحات العامية في الكانتونية (英譯廣東口語詞典)                                                | قاموس المصطلحات العامية في الكانتونية بالإنجليزية (A Dictionary of Cantonese Colloquialisms in English)                           | الصحافة التجارية (Commercial Press) (مرخص لدار نشر جامعة أوكسفورد)                                                                        |
| ثنائي اللغة              | الإنجليزية                                          | الغوجاراتية                                         | قاموس الغوجاراتية-الإنجليزية (Gujarati Lexicon English-Gujarati)                                                           | قاموس الغوجاراتية-الإنجليزية (Gujarati Lexicon English-Gujarati)                                                                  | قاموس الغوجاراتية (Gujarati Lexicon) ودار نشر جامعة أوكسفورد                                                                              |
| ثنائي اللغة              | الغوجاراتية                                         | الإنجليزية                                          | قاموس الغوجاراتية-الإنجليزية (Gujarati-English Dictionaries)                                                               | قاموس الغوجاراتية-الإنجليزية (Gujarati-English Dictionaries)                                                                      | قاموس الغوجاراتية (Gujarati Lexicon) ودار نشر جامعة أوكسفورد                                                                              |
| ثنائي اللغة              | التاميلية                                           | الإنجليزية                                          | قاموس أوكسفورد التاميلي-التاميلي-الإنجليزي (Oxford Tamil-Tamil-English Dictionaries)                                       | قاموس أوكسفورد التاميلي-التاميلي-الإنجليزي (Oxford Tamil-Tamil-English Dictionaries)                                              | دار نشر جامعة أوكسفورد                                                                                                                    |
| ثنائي اللغة              | الإنجليزية                                          | التاميلية                                           | قاموس أوكسفورد الإنجليزي-التاميلي (Oxford English-English-Tamil Dictionaries)                                              | قاموس أوكسفورد الإنجليزي-التاميلي (Oxford English-English-Tamil Dictionaries)                                                     | دار نشر جامعة أوكسفورد                                                                                                                    |
| ثنائي اللغة              | الإنجليزية                                          | التيلغوية                                           | قاموس أوكسفورد الإنجليزي-الإنجليزي-التيلغوي (Oxford English-English-Telugu Dictionary)                                     | قاموس أوكسفورد الإنجليزي-الإنجليزي-التيلغوي (Oxford English-English-Telugu Dictionary)                                            | دار نشر جامعة أوكسفورد                                                                                                                    |
| ثنائي اللغة              | التيلغوية                                           | الإنجليزية                                          | قاموس أوكسفورد التيلغوي-الإنجليزي (Oxford Telugu-English Dictionary)                                                       | قاموس أوكسفورد التيلغوي-الإنجليزي (Oxford Telugu-English Dictionary)                                                              | دار نشر جامعة أوكسفورد                                                                                                                    |
| ثنائي اللغة              | الإنجليزية                                          | الأردية                                             | قاموس أوكسفورد الإنجليزي-الأردي (Oxford English-Urdu Dictionary)                                                           | قاموس أوكسفورد الإنجليزي-الأردي (Oxford English-Urdu Dictionary)                                                                  | دار نشر جامعة أوكسفورد                                                                                                                    |
| ثنائي اللغة              | الأردية                                             | الإنجليزية                                          | قاموس أوكسفورد الأردي-الإنجليزي (Oxford Urdu-English Dictionary)                                                           | قاموس أوكسفورد الأردي-الإنجليزي (Oxford Urdu-English Dictionary)                                                                  | دار نشر جامعة أوكسفورد                                                                                                                    |
| ثنائي اللغة              | الفرنسية                                            | الألمانية                                           | قاموس بونس الكبير الفرنسي - الألماني (PONS Großwörterbuch Französisch – Deutsch)                                           | PONS GmbH (ترخيص من دار نشر جامعة أوكسفورد)                                                                                       |                                                                                                                                           |
| ثنائي اللغة              | الألمانية                                           | الفرنسية                                            | قاموس بونس الكبير الألماني - الفرنسي (PONS Großwörterbuch Deutsch – Französisch)                                           | PONS GmbH (ترخيص من دار نشر جامعة أوكسفورد)                                                                                       |                                                                                                                                           |
| ثنائي اللغة              | الإنجليزية                                          | الصينية (المبسطة)                                   | قاموس أوكسفورد الإنجليزي-الصيني (Oxford Chinese Dictionary)                                                                | دار نشر جامعة أوكسفورد وشركة تدريس اللغات الأجنبية والنشر، المحدودة (Foreign Language Teaching and Research Publishing Co., Ltd.) |                                                                                                                                           |
| ثنائي اللغة              | الصينية (المبسطة)                                   | الإنجليزية                                          | قاموس أوكسفورد الإنجليزي-الصيني (Oxford Chinese Dictionary)                                                                | دار نشر جامعة أوكسفورد وشركة تدريس اللغات الأجنبية والنشر، المحدودة (Foreign Language Teaching and Research Publishing Co., Ltd.) |                                                                                                                                           |
| ثنائي اللغة              | الإنجليزية                                          | الصينية (التقليدية)                                 | قاموس Dr. Eye الصيني الإنجليزي ثنائي اللغة (Dr. Eye Chinese English Bilingual Dictionary)                                  | إنفينتيك (INVENTEC) (ترخيص من دار نشر جامعة أوكسفورد)                                                                             |                                                                                                                                           |
| ثنائي اللغة              | الصينية (التقليدية)                                 | الإنجليزية                                          | قاموس Dr. Eye الصيني الإنجليزي ثنائي اللغة (Dr. Eye Chinese English Bilingual Dictionary)                                  | إنفينتيك (INVENTEC) (ترخيص من دار نشر جامعة أوكسفورد)                                                                             |                                                                                                                                           |
| أحادي اللغة، أمثال صينية | الصينية (المبسطة)                                   | الصينية (المبسطة)                                   | قاموس أمثال الأعمال التجارية (Commercial Idiom Dictionary)                                                                 | دار النشر التجارية (Commercial Press) (ترخيص من دار نشر جامعة أوكسفورد)                                                           |                                                                                                                                           |
| ثنائي اللغة، أمثال صينية | الصينية (التقليدية)                                 | الإنجليزية                                          | قاموس أمثال صينية وترجمتها الإنجليزية (Chinese Idioms and Their English Equivalents)                                       | دار النشر التجارية (Commercial Press) (ترخيص من دار نشر جامعة أوكسفورد)                                                           |                                                                                                                                           |
| آخر                      | الإنجليزية                                          | الإنجليزية                                          | قاموس أبل (Apple Dictionary)                                                                                               | قاموس أبل (Apple Dictionary)                                                                                                      | شركة أبل (Apple Inc.)                                                                                                                     |
| آخر                      | لغات متعددة                                         | لغات متعددة                                         | ويكيبيديا (Wikipedia)                                                                                                      | ويكيبيديا (Wikipedia)                                                                                                             | مؤسسة ويكيميديا (Wikimedia Foundation, Inc.)                                                                                              |

## روابط خارجية
- تسطيب قواميس على نظام ماك أو إس - يوتيوب